# Highline179
Die highline179 ist eine Fußgänger-Hängebrücke in Form einer Seilbrücke über die Fernpassstraße B 179 südlich von Reutte in Tirol (Österreich). Sie erstreckt sich in einer Höhe von 113 bis 114 m über die Burgenwelt Ehrenberg und verbindet die Ruine Ehrenberg mit dem Fort Claudia. Die Lage der Brücke wurde so gewählt, dass sie mit einer Spannweite von 406 m zum Zeitpunkt der Fertigstellung eine der längsten Fußgängerhängebrücken der Welt war. Sie dient der leichteren Besichtigung der beiden Burgruinen und ist mit rund 200.000 Besuchern pro Jahr eine der Touristenattraktionen der Gemeinde Reutte.

## Konstruktion

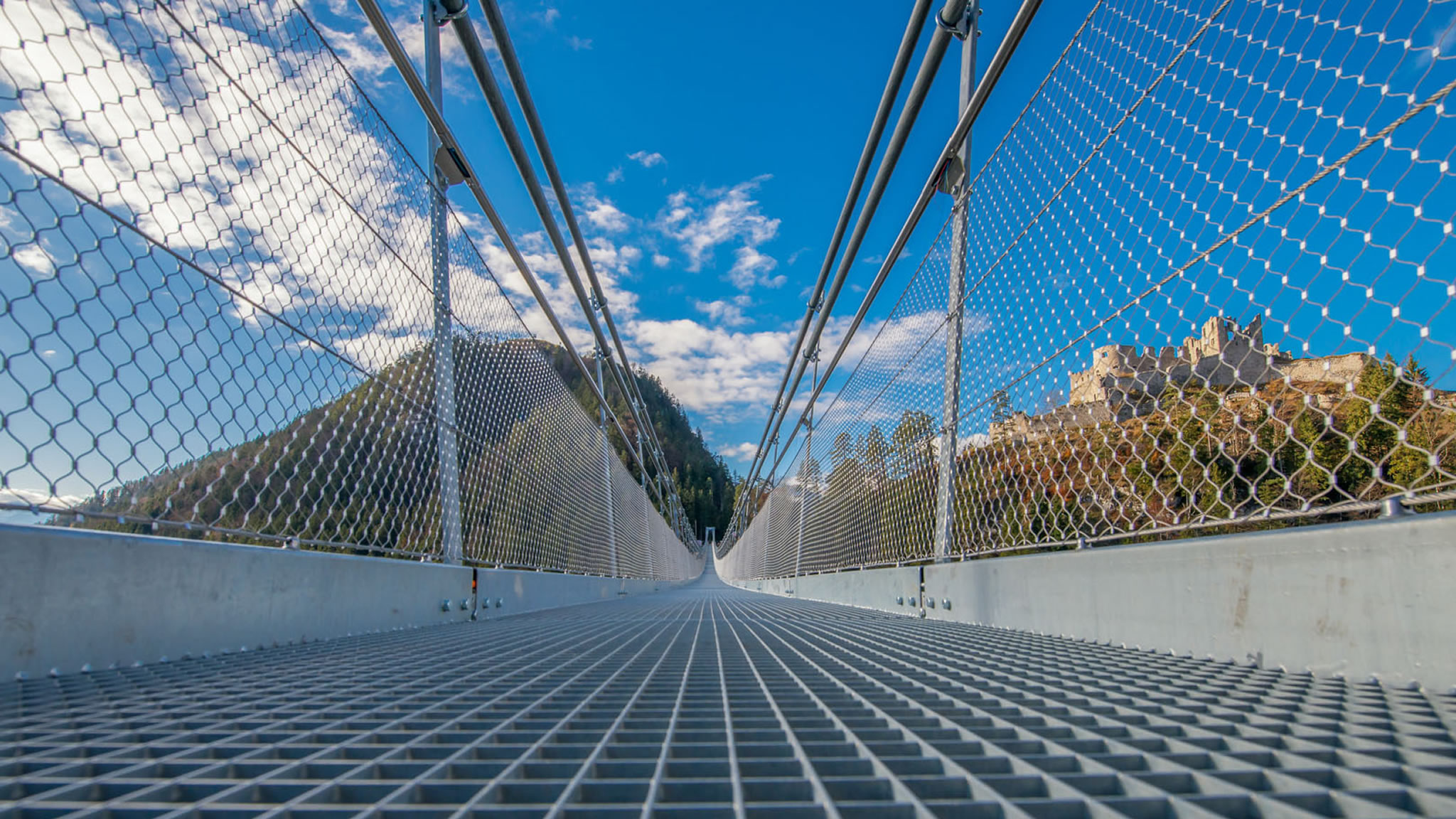
Boden und Geländer

Die 1,20 m breite Lauffläche besteht aus einem Gitterrost, der auf Querstreben aufliegt, die über senkrechte Hänger an den vier Tragseilen mit einem Durchmesser von je 60 mm befestigt sind. Zu beiden Seiten der Lauffläche ist ein 1,35 m hoher Handlauf montiert, der mit dem Gitterrost durch ein Maschendrahtgitter verbunden ist. Die Tragseile sind auf beiden Seiten der Brücke mit 16 Ankern befestigt, die 17 m tief in den Fels gebohrt sind. Das Eigengewicht der Brücke beträgt rund 70 Tonnen.
Das östliche Ende der Brücke liegt mit einer Seehöhe von knapp 1080 m 9,85 m höher als das andere Ende. Der Fußgängersteg hängt gegenüber einer gedachten geraden Linie zwischen den beiden Enden um 17 m durch, wobei der Durchhang sich in Abhängigkeit von der Temperatur und der Belastung um rund einen Meter vergrößern kann. Die Tragfähigkeit beträgt 1000 Personen; aus Sicherheitsgründen dürfen jedoch nur 500 Personen gleichzeitig auf der Brücke sein, was durch Drehkreuzanlagen an beiden Enden sichergestellt wird. Für die Benutzung der privat finanzierten Brücke wird ein Eintrittspreis erhoben, der bei Unterschreiten einer Mindestnutzung durch eine Haftung der Gemeinde abgefedert wird.

## Geschichte

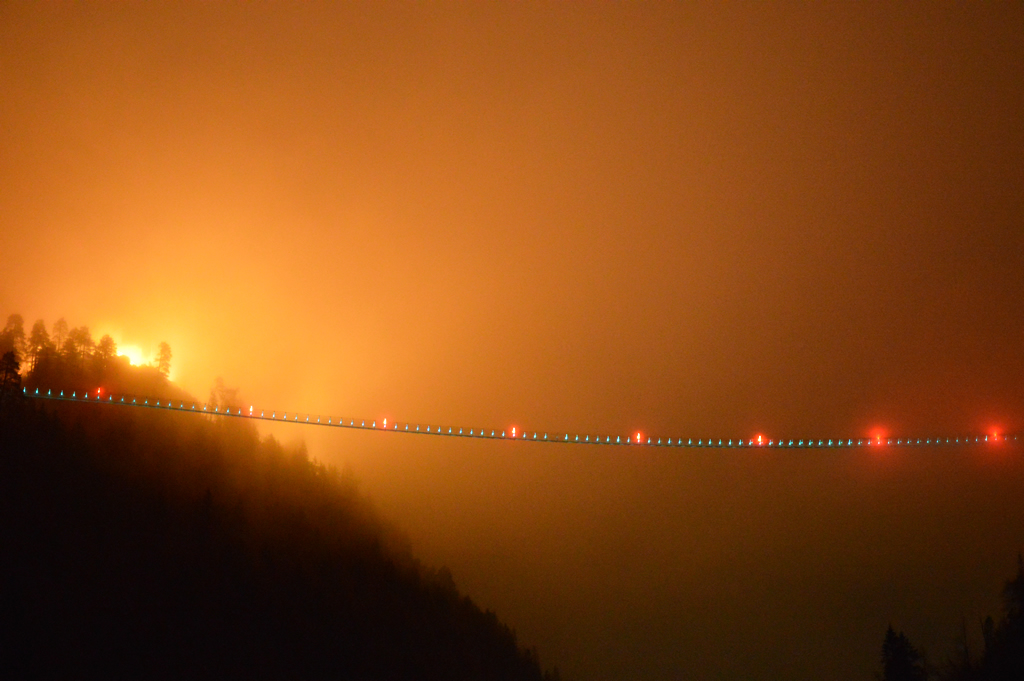
Nächtliche Beleuchtung

Im Frühjahr 2012 wurde nach erteilter Baugenehmigung die Planung der highline179 erstellt. Das Ziel war die Errichtung der längsten Seilhängebrücke der Welt mit ca. 406 Meter Länge. Die Idee zur Hängebrücke wurde erstmalig 2003 der Öffentlichkeit präsentiert und stammt vom Architekten Armin Walch, der auch an der Planung der Hängebrücke Holzgau beteiligt war.
Anfang 2013 wurde ein Investor für das Projekt gefunden. Die Firma Strabag fungierte als Totalunternehmer. Die Marktgemeinde Reutte, der Verein Europäisches Burgenmuseum Ehrenberg und der TVB Naturparkregion Reutte unterzeichneten den Vertrag als Grundlage für den Bau und den Betrieb der Hängebrücke.
Baubeginn war im April 2014, Anfang Mai erfolgte der erste Spatenstich. Zum Schutz der zu überquerenden Fernpassstraße wurde auf einer Länge von 20 Metern ein Schutzgerüst mit hölzernen Schalungsplatten aufgestellt.
Am 29. Oktober 2014 erfolgte, neun Tage nach dem letzten Seilzug, der Brückenschluss. Die Eröffnung war für den 10. Oktober 2014 vorgesehen und wurde auf den 22. November 2014 verschoben.
Nach eingehender Prüfung wurde die Brücke in das Guinness-Buch der Rekorde als „längste Fußgängerhängebrücke im Tibet-Stil“ aufgenommen. Das Guinness World Records Certificate bestätigte „The longest Tibet-style footbridge is Highline179, a 402 m (1,318.9 ft) catenary-shaped walkway“ und brachte damit die Unterscheidung zur inzwischen eröffneten, ca. 440 m langen Brücke im Skypark von Sotschi, die mit unter einem Spannband abgehängten festen Gehwegen anders konstruiert ist.

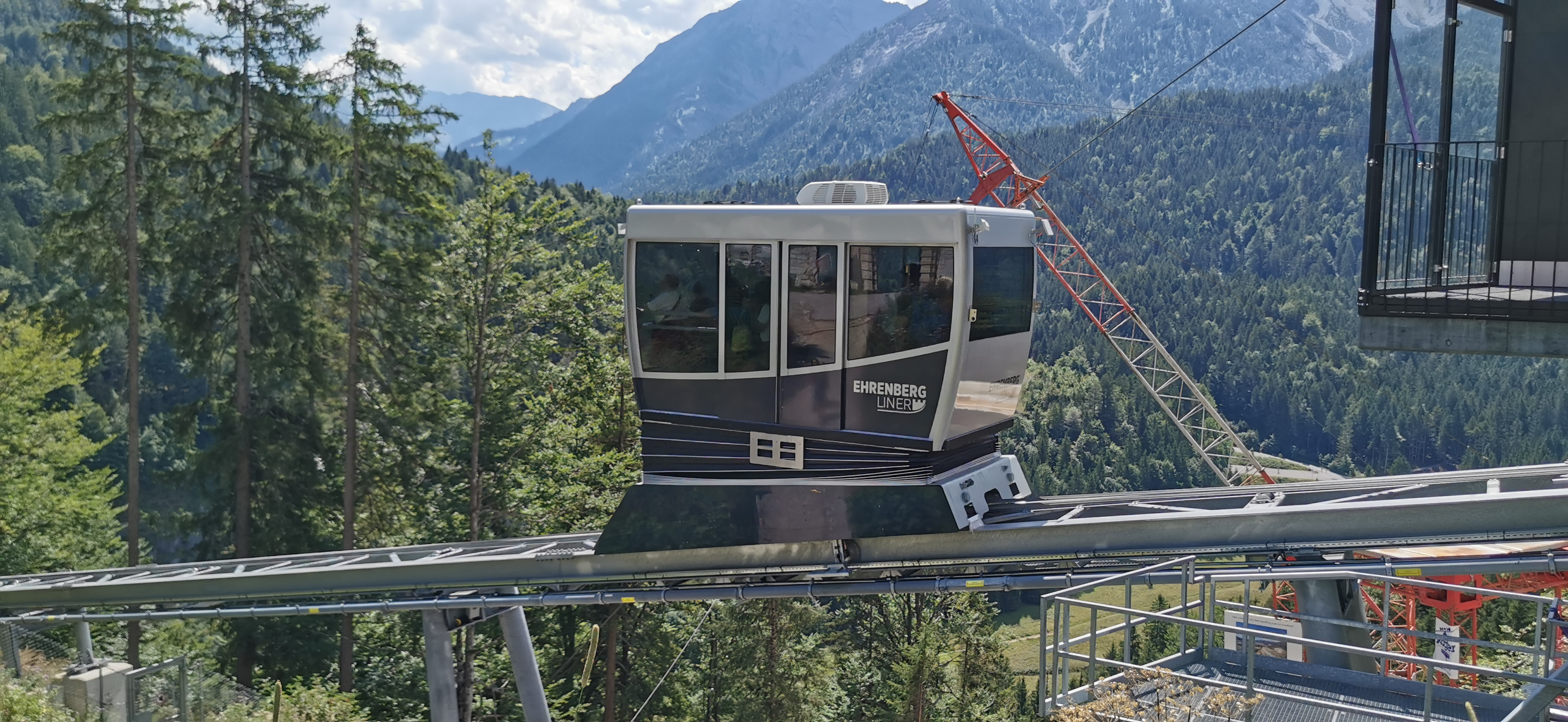
EhrenbergLiner

Im April 2019 wurde ein 267 m langer Schrägaufzug Ehrenberg Liner eröffnet. Er fasst 50 Personen, überwindet die ca. 110 m Höhenunterschied zwischen dem Besucherzentrum und der Haltestelle am Hornwerk in etwa 2,5 Minuten. Von der Haltestelle am Hornwerk führt ein flacher, befestigter Weg zur Ausstellung im Hornwerk und zum Portal der Hängebrücke.